# Насадження (геральдика)

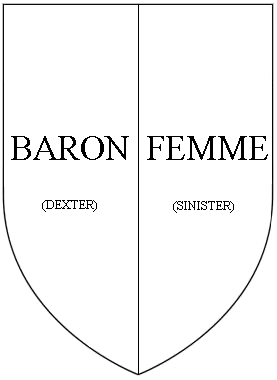
Насадження в геральдиці: праворуч щита, що є більш шповажною частиною, розміщений герб чоловіка (барона), а батьковий герб дружини (жінки) розміщено ліворуч.

У англійській та кількох інших геральдичних системах насадження - форма геральдичного поєднання двох гербів поруч в одному розділеному геральдичному щиті для позначення союзу, найчастіше чоловіка та дружини, але також для союзів церковних, академічних / громадянських та містичних власників. Для насадження щит розсікається вертикально навпіл.

## Подружній

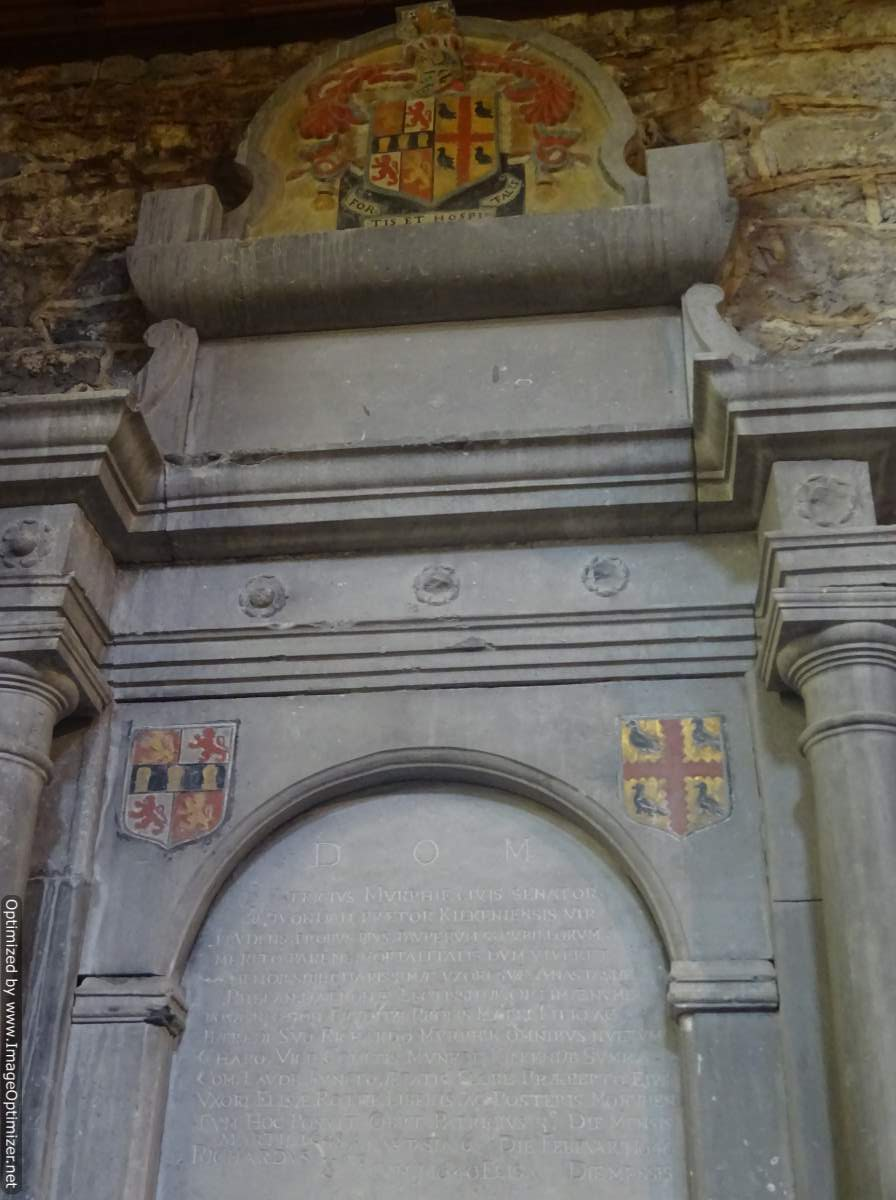
Меморіальний камінь у місті Кілкенні, Ірландія, на якому зображено окремі сім'ї, а потім насаджені на верхньому гербі.

Герб чоловіка показаний праворуч (праворуч від когось, хто стоїть за щитом, ліворуч від глядача), що є почесним місцем, а батьківський герб дружини ліворуч. Саме тому дві половини розсіченого щита у давніх нормандсько-французьких звичок називаються барон і жінка. У Англії насадження не застосовується, коли дружина є геральдичною спадкоємицею, тобто, коли у неї немає братів, щоб вживати герб свого батька (або, якщо її брати померли, вони не залишили законних нащадків), в цьому випадку її батьківський герб виставляються в центрі щита її чоловіка, що означає, що чоловік є претендентом на батьківський герб своєї дружини, і що він перейде спадкоємцям пари як чвертьполе герба. Коли чоловік одружувався неодноразово, ліва половина герба жінки ділиться горизонтально навпіл, з батьківським гербом першої дружини, показаними угорі, а герб другої дружини внизу. Таким чином, ліва сторона може бути розділена більш ніж двічі подібним чином, де це потрібно.
Використання несаджених гербів дозволяє точно визначити, кого з чоловічої лінії сім'ї представляють, якщо особа його дружини відома, наприклад, з родоводу. Часто насаджені герби виглядають виліпленими на старовинних будівлях, що дозволяє історикам архітектури ідентифікувати забудовника. Пошкоджений герб також часто з'являється на пам'ятниках в парафіяльних церквах і знову полегшує ідентифікацію людини, для якої встановлений. Зручний і описовий термін для «геральдична накладки показуючи насаджений герб чоловіка і дружини» є «збігом», і це слово часто використовується, крім іншого, Трістрам Рісдон (п.1640) в своїй помісної історії обстеження Девона. Наприклад: "Північний прохід Свімбриджської церкви був побудований сером Джоном Мюлесом з Ернсборо, оскільки напис у вікні та доказ там, колись справедливо надрукований та позолочений, із гербом та символами цієї родини, є очевидними". Також: "(Вільям Хенкфорд) змушений стояти на колінах у своїх халатах разом зі своїм знаком та знаками деяких його предків, виселених на них у міді"  (у церкві Монклі, Девон).
Щодо одностатевих подружніх пар, Геральдичний коледж у 2014 році постановив, що пари чоловіків можуть накладати герби один на одного, але що кожна людина матиме свої відмінні герби та щитотримачі (тобто герб даного партнера матиме родовий герб праворуч. а свого партнера - ліворуч; у партнера буде навпаки). Дещо інші правила застосовуються до жіночих пар та геральдичних спадкоємиць.

## Церковна
У церковній геральдиці сімейний герб єпископа набивається з гербом його єпархії або престолу, при цьому першу більш благородну позицію займає герб престолу, а родовий герб чинного керівника - другу.

## Академічний / Громадянський
Керівники навчальних закладів, наприклад Оксбриджських коледжів, багато з яких історично були колишніми священнослужителями, традиційно насаджували свої особисті та колегіальні герби протягом свого терміну повноважень. Крім того, цей привілей поширюється на міських посадовців, наприклад, мерів міста, керівників компаній та ін.

## Містичний

Герб англійського короля Річарда II, насаджений на герб, що поєднується з гербом короля Едварда Сповідника

Рідкісним використанням насадження є той, де, як вважають, існує містичний союз між двома сторонами. Так було з королем Річардом II (1377–1399), який особливо відданий святому королю Едварду Сповіднику. Хоча святий жив до геральдичної епохи, його уявний герб був використаний королем Річардом у поєжднанні з його власний королівський гербом Плантагенетів, як зовнішній знак такого містичного квазі-союзу. Герб Сповідника був показаний в правій почесній позиції.

## Виснаження

Герб Бразенозського коледжу, Оксфорд

Рідкісною формою насадження, яка дозволяє зіставити три герба, є виснаження. Це іноді використовується там, де чоловік одружився двічі. Він також використовується в гербах трьох оксфордських коледжів. В гербі коледжу Брейзеноуз, Оксфорд, головний щит демонструє особисті герби одного засновника Вільяма Сміта, тоді як другий - його позицію єпископа Лінкольна; на третьому полі видно особистий герб іншого засновника сера Річарда Саттона. Герб Лінкольнського коледжу в Оксфорді схожий: перші два рівні представляють засновника Річарда Флемінга, єпископа Лінкольна, а третій рівень - герб Томаса Ротерхема, головного донора, який вважається співзасновником нинішнього коледжу. У коледжі Корпус-Крісті, Оксфорд, на першому щиті зображена самка пелікана, що представляє Тіло Христа (лат. Corpus Christi), яке було прийнято засновником Річардом Фоксом як особистий символ; на другому рівні відображається позиція Фокса як єпископа Вінчестера, а на третьому - особистий герб співзасновника Г'ю Олдгема.

### Приклад: інституційний
Герб коледжу Брейзеноуз, Оксфорд: Двічі насаджений: (1) у срібному полі чорний, шеврон між трьома трояндами, золотим насінням та зеленим листям (для Сміта); (2) у золотому полі герб Престолу Лінкольна (у червоному полі два англійські леви з синім озброєнням, у синій главі золота увінчана Богоматір, що сидить на надгробному камені, виданому вождем, у правиці вона тримає Немовля Ісуса, в лівиці - скіпетр), що увінчаний правильною митрою; (3) поле почетвертовано, перше і четверте срібне чвертьполе має чорний шеврон між трьома такими ж мисливськими ріжками; друге і третє срібне містить чорний шеврон між трьома такими ж хрестами із поперечинами (для Саттона).

### Приклад: подружній

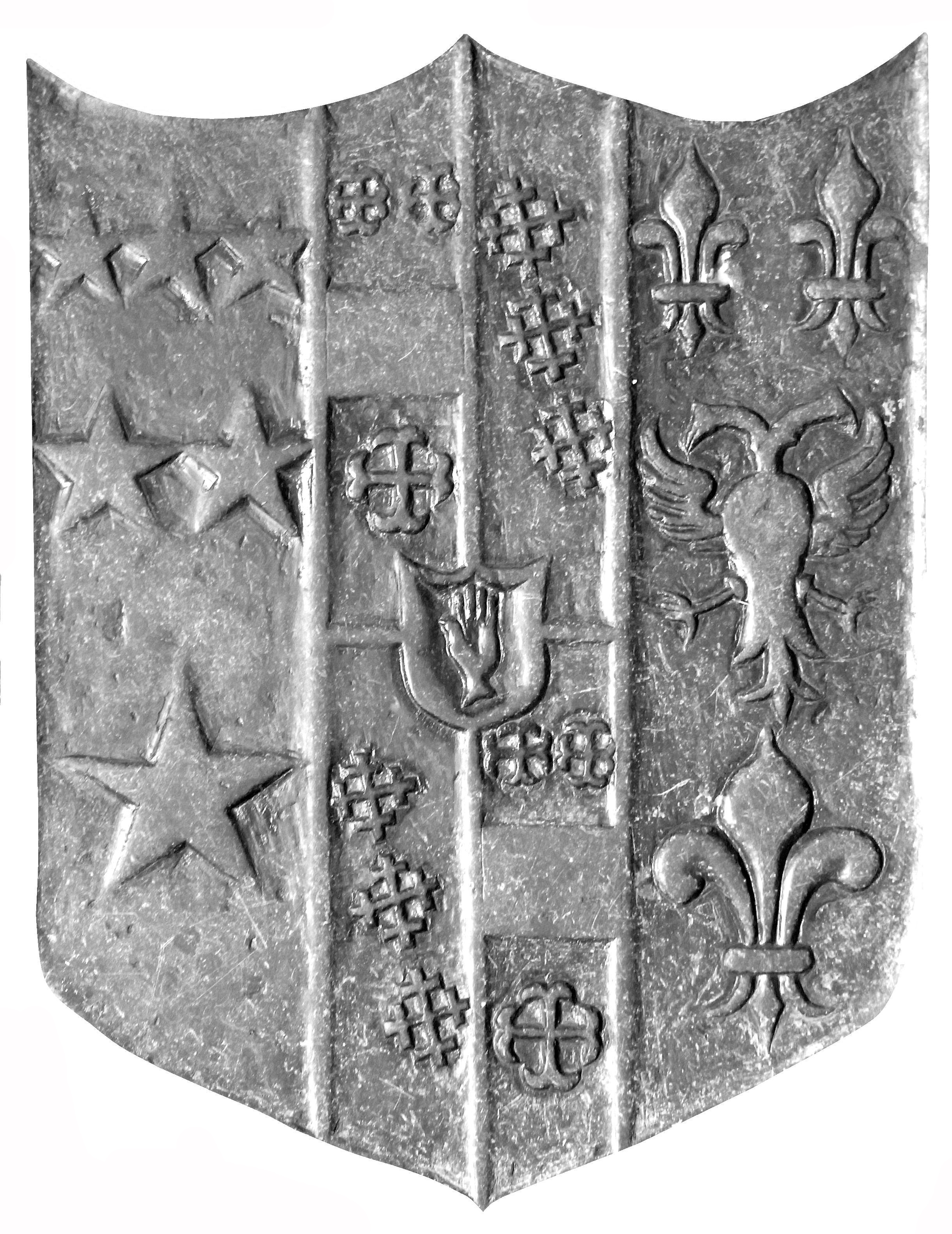
Герб сера Артура Норткота, 2-го баронета (1628–1688), деталь із каменя книги, церква Кінгс-Німптон, Девон, Англія

На гербах сера Артура Норткоута, 2-го баронета (1628–1688), вирізьбленого на камені його книги в церкві Кінгс-Німптон, Девон, Англія, Велика Британія, зображений двічінасаджений щит, на другій (центральній) частині - чотири чверті його родового герба. Права частина стосується його першої дружини Елізабет, дочки Джеймса Волша з Альвердискота в Девоні, і показує герб Волшів (шість зірок 3:2:1). Ліва частина стосується його другої дружини Єлизавети, дочки сера Френсіса Годольфіна з Годольфіна в Корнуолі, Англія, Велика Британія, і показує герб Годольфінів (двоголовий орел між трьома лілеями).